# Kniha dětského srdce
Kniha dětského srdce, známá také jako cena V. F. Suka, je ocenění v oblasti literatury pro děti. Cena je udělována od roku 1993 a vyhlašuje ji Národní pedagogické muzeum a knihovna J. A. Komenského ve spolupráci se Svazem knihovníků a informačních pracovníků (SKIP). Anketa o nejoblíbenější dětskou knihu na podporu čtenářské gramotnosti navazuje na anketu s názvem „Suk – čteme všichni“, který tato cena měla do roku 2021.

## Vznik
Roku 1992 iniciovala vznik ankety Suk – čteme všichni Ivana Hutařová, která se celý život věnovala práci knihovnice. Pracovala v Národní pedagogické knihovně – Sukově studijní knihovně dětské literatury. Zabývala se problematikou literatury pro děti a mládež. Také napsala dvě knihy, které se zabývají českými spisovateli s názvem Současní čeští spisovatelé knih pro děti a mládež. První kniha byla vydaná roku 2003 a druhá roku 2007. Roku 2004 vydala knihu s názvem Současní ilustrátoři knih pro děti a mládež.

## Historie názvu

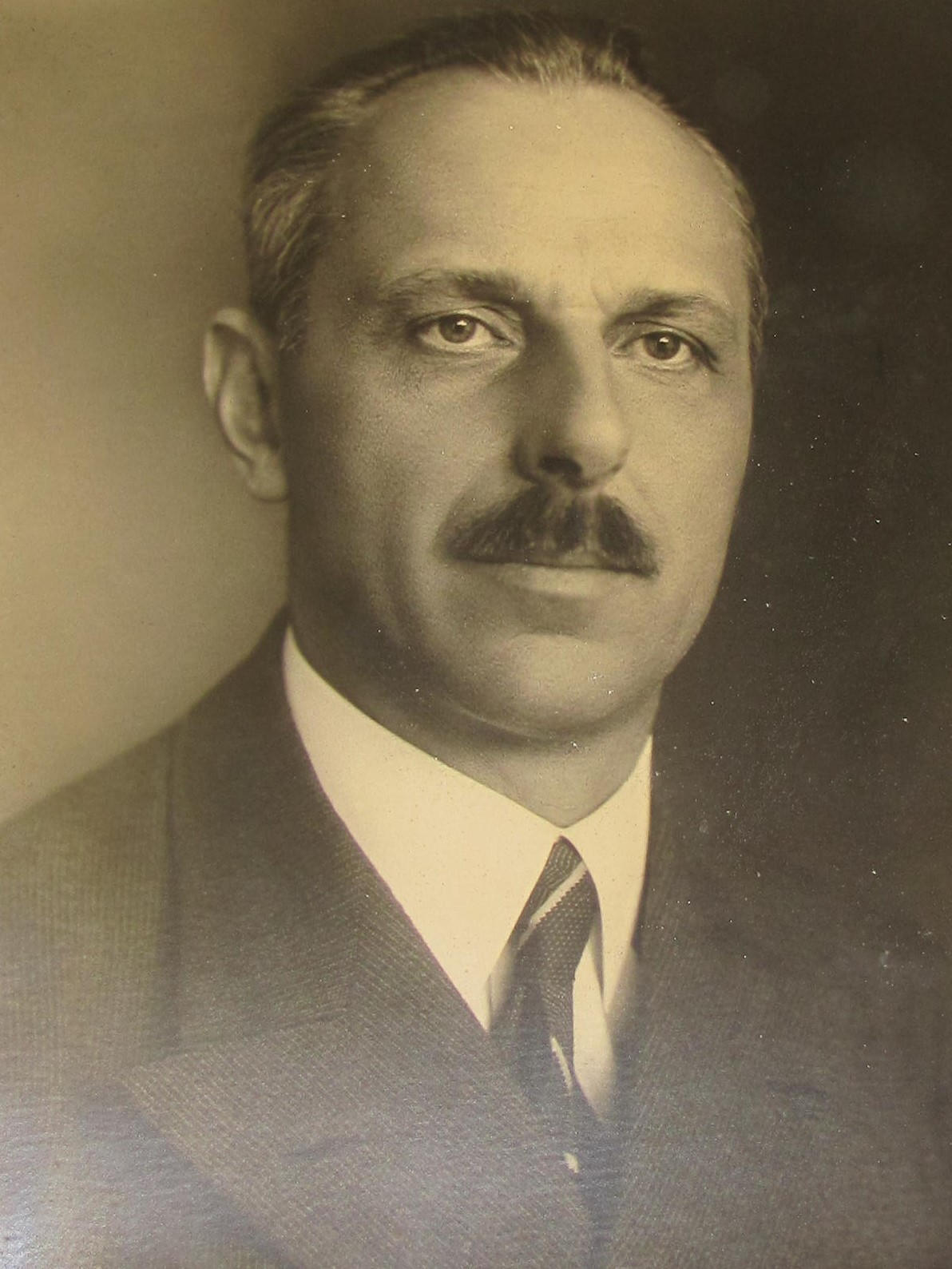
Václav František Suk, po kterém je cena pojmenována.

Cena nese pojmenování po pedagogovi Václavu Františku Sukovi (29. listopadu 1883 Chlistov – 1. července 1934 Praha). Václav František Suk založil Knihovnu českých spisů pro mládež, nynější Sukovu studijní knihovnu literatury pro mládež, která je speciální částí knihovních fondů Národního pedagogického muzea a knihovny J. A. Komenského. V rámci ceremoniálu vyhlášení vítězů roku 2021 bylo oznámeno nové jméno ceny V. F. Suka. Cena nyní nese název Kniha dětského srdce, který si odhlasovaly samy děti.

## Kategorie
Od roku 1996 do roku 2018 se vyhlašovala kategorie Cena knihovníků Klubu dětských knihoven SKIP, kterou poté nahradil Počin školních knihoven. Zároveň s vyhlášením Knihy dětského srdce se vyhlašuje i cena Noc s Andersenem.

### Cena dětí v Anketě o nejoblíbenější knihu
Pro svou oblíbenou knihu mohou každý rok hlasovat děti do 18 let. Po konci hlasování je vybráno 50 dětí, kteří získají knižní dar. Knihy pro výherce věnují například nakladatelství Albatros, Mladá fronta, Knižní klub, Edice ČT. V roce 2010 se ankety zúčastnilo kolem 4500 dětí. V roce 2021 hlasovalo celkem 1619 dětí. Jde převážně o žáky základních škol.

#### Laureáti[6]
| Rok  | Autor                                           | Dílo                                               |
| ---- | ----------------------------------------------- | -------------------------------------------------- |
| 1993 | J.R.R. Tolkien                                  | Pán prstenů                                        |
| 1994 | Jaroslav Foglar                                 | Modrá rokle                                        |
| 1995 | Astrid Lindgrenová                              | Děti z Bullerbynu                                  |
| 1996 | Lenka Lanczová                                  | Tajná láska                                        |
| 1997 | Enid Blytonová                                  | Správná pětka, díly 17-20                          |
| 1998 | Jaroslav Foglar                                 | Rychlé šípy                                        |
| 1999 | Miloš Macourek                                  | Mach a Šebestová na prázdninách                    |
| 2000 | Joan K. Rowlingová                              | Harry Potter a kámen mudrců                        |
| 2001 | Joan K. Rowlingová                              | Harry Potter a ohnivý pohár                        |
| 2002 | Václav Chaloupek, Jaroslav Vogeltanz            | Vydrýsek                                           |
| 2003 | Joan K. Rowlingová                              | Harry Potter a Ohnivý pohár                        |
| 2004 | Joan K. Rowlingová                              | Harry Potter a Fénixův řád                         |
| 2005 | Joan K. Rowlingová                              | Harry Potter a princ dvojí krve                    |
| 2006 | Christopher Paolini                             | Eldest Prvorozený                                  |
| 2007 | Alena Ježková                                   | 55 českých legend z hradů, zámků a tvrzí           |
| 2008 | Joan K. Rowlingová                              | Harry Potter a relikvie smrti                      |
| 2009 | Stephenie Meyerová                              | Rozbřesk                                           |
| 2010 | Petra Braunová                                  | Ema a kouzelná kniha                               |
| 2011 | Jeff Kinney                                     | Deník malého poseroutky 4: Psí život               |
| 2012 | Jeff Kinney                                     | Deník malého poseroutky 5: Ponorková nemoc         |
| 2013 | Jeff Kinney                                     | Deník malého poseroutky 7: Páté kolo u vozu        |
| 2014 | Jeff Kinney                                     | Deník malého poseroutky 8: Fakt smůla              |
| 2015 | Jeff Kinney                                     | Deník malého poseroutky 9: Výlet za všechny peníze |
| 2016 | Joanne K. Rowlingová, Jack Thorne, John Tiffany | Harry Potter a prokleté dítě                       |
| 2017 | Petra Braunová                                  | Dům doktora Fišera                                 |
| 2018 | Pavlína Jurková, Jarmila Vlčková                | Viktor a záhadná teta Bobina                       |
| 2019 | Pavel Čech                                      | Třetí dobrodružství pavoučka Čendy                 |
| 2020 | Vojtěch Matocha                                 | Prašina – bílá komnata                             |
| 2021 | Jeff Kinney                                     | série Deník malého poseroutky                      |

### Cena učitelů za přínos k rozvoji dětského čtenářství
Odborná porota učitelů vybírá knihy českých autorů, které vyšly v daném kalendářním roce v prvním vydání. Každý rok je vybráno pět titulů bez udání pořadí. Jejím cílem je doporučení nových titulů pedagogické veřejnosti, které jsou vhodné i pro výuku.

### Počin školních a krajských knihoven
Kategorie oceňuje mimořádné aktivity (zajímavé projekty) knihoven základních, středních škol nebo krajských knihoven. Výherce je určen na základě hlasování odborné poroty. Vyhlašuje se od roku 2019.